# Antillogorgia kallos
Antillogorgia kallos is een zachte koralensoort uit de familie van de Gorgoniidae. De wetenschappelijke naam van de soort is voor het eerst geldig gepubliceerd in 1918 door Bielschowsky.